# Nektariusz (Tielaszyn)
Nektariusz, imię świeckie Nikołaj Pawłowicz Tielaszyn (ur. 1586 lub 1587 w słobodzie ostaszkowskiej, zm. 5 stycznia?/15 stycznia 1667 w Moskwie) – rosyjski biskup prawosławny.

## Życiorys
Pochodził z rodziny chłopskiej. Jego rodzice odznaczali się religijnością, będąc w podeszłym wieku wstąpili do monasterów. Przyszły hierarcha w wieku dwunastu lat został oddany na wychowanie do Pustelni Niłowo-Stołobieńskiej na jeziorze Seliger w pobliżu rodzinnej miejscowości. Pod kierunkiem mnicha Germana nauczył się czytania i pisania, śpiewu cerkiewnego, jak również wdrażał się do życia mniszego. Wieczyste śluby mnisze złożył w wieku czternastu lat. W 1613 został wyświęcony na hieromnicha. Po śmierci mnicha Germana cieszył się już na tyle znacznym autorytetem, że został wybrany na nowego przełożonego wspólnoty. Z jego inicjatywy w 1622 powstała trójkopułowa cerkiew Opieki Matki Bożej. Ihumen Nektariusz (godność tę otrzymał w 1620) osobiście zajmował się także przepisywaniem tekstów patrystycznych.
7 lutego 1636, na polecenie cara Michała Romanowa, został wyświęcony na biskupa tobolskiego, po czym natychmiast otrzymał godność metropolity. Konsekratorem w czasie jego chirotonii był patriarcha Joazaf. Jako metropolita tobolski służył kolejne trzy lata. W okresie sprawowania przez niego urzędu powstała Abałacka Ikona Matki Bożej „Znak”, szybko uznana za cudotwórczą.
W 1639 metropolita Nektariusz otrzymał zgodę na powrót do Pustelni Niłowo-Stołobieńskiej, co też rok później uczynił. Przez kolejnych siedem lat był jedynie doradcą ihumena Doroteusza, następnie ponownie mianowano go przełożonym wspólnoty. W 1665 kierowany przez Nektariusza klasztor poniósł poważne straty w pożarze. Metropolita Nektariusz odbudował jedną ze zniszczonych świątyń, uzyskał w Moskwie zgodę na dalsze prace budowlane. W czasie drugiego wyjazdu do stolicy Rosji nagle zachorował i zmarł, złożywszy przed śmiercią śluby mnisze wielkiej schimy. Nabożeństwo pogrzebowe w moskiewskim Monasterze Czudowskim poprowadził patriarcha antiocheński Makary, przybyły do Moskwy w celu udziału w soborze i sądzie nad patriarchą Nikonem. Sam pochówek metropolity Nektariusza miał miejsce w Pustelni Niłowo-Stołobieńskiej.
Kanonizowany jako jeden z Soboru Świętych Syberyjskich.